# Altopiano di Campeda

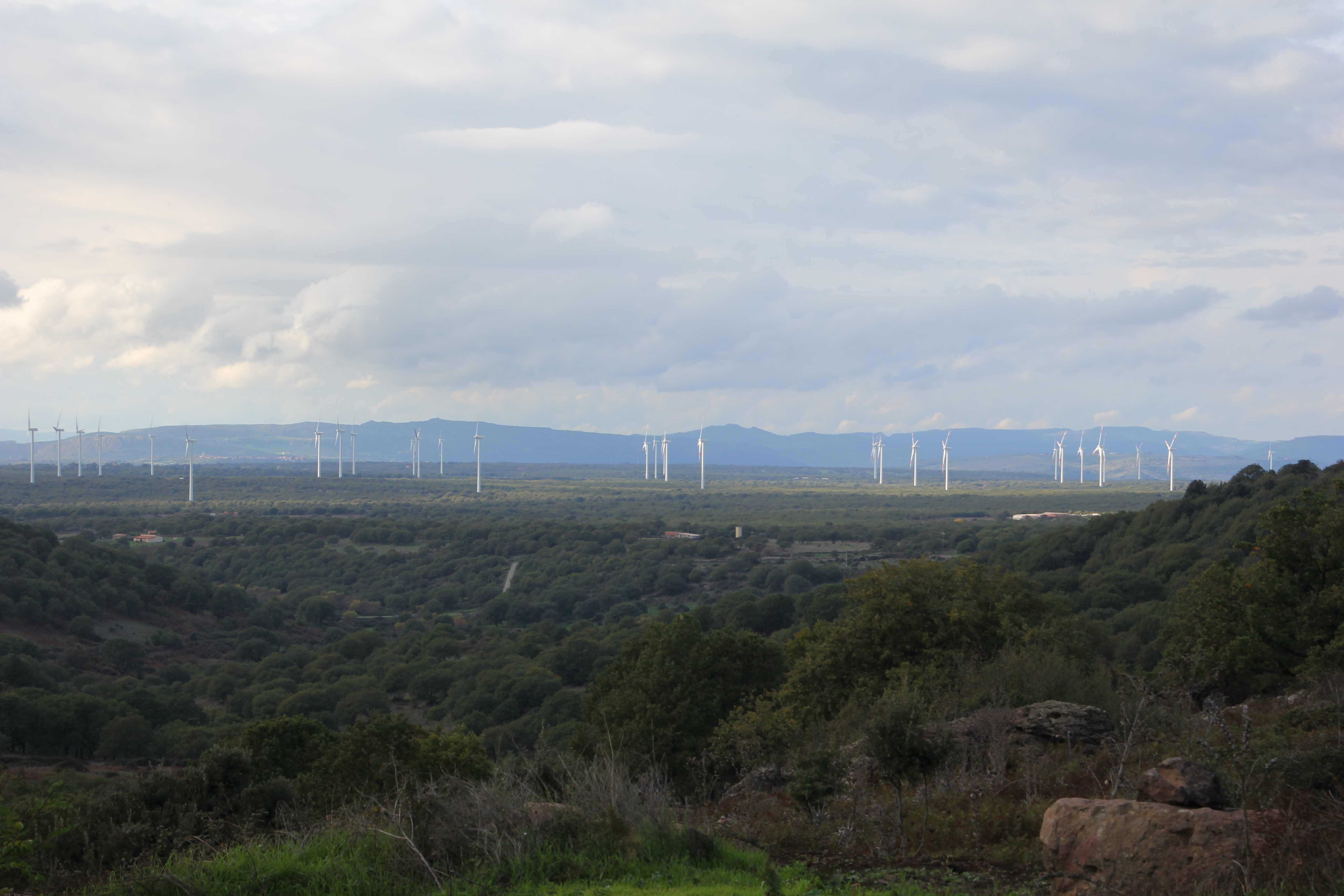
Il parco eolico a Campeda

L'altopiano di Campeda si estende nella Sardegna nord-occidentale su una superficie di 11.058 ha. Il territorio, suddiviso tra i comuni di Macomer, Bortigali, Sindia, Bonorva, Semestene e Pozzomaggiore, si trova ad un'altitudine compresa tra 425 ed 845 metri.
È attraversata dall'omonimo rio, che confluisce nel fiume Temo, in località Pòddighe.

## Descrizione

### Territorio
Il territorio, dal punto di vista geologico, è il risultato di una serie di colate laviche di natura basaltica verificatesi tra il Pliocene ed il Pleistocene. Si presenta prevalentemente pianeggiante o, al più, lievemente ondulato. È attraversato da piccoli corsi d'acqua a carattere temporaneo, alimentati dalle precipitazioni. Gli avvallamenti nel terreno sono colmati dalle acque meteoriche che formano dei piccoli bacini di ristagno. Il paesaggio assume a tratti un aspetto steppico e da importanti formazioni boschive, che si è conservato anche per via dell'attività agricola e zootecnica.

### Clima
Il clima dell'altopiano è di tipo mediterraneo, con precipitazioni concentrate principalmente nei mesi autunnali ed invernali. La media delle precipitazioni si aggira sui 939 millimetri all'anno e, durante l'inverno, possono verificarsi delle nevicate. I venti dominanti sono quelli provenienti dai quadranti occidentali.

### Flora e fauna
La flora dell'altopiano è caratterizzata prevalentemente da specie erbacee tra le quali quelle maggiormente rappresentate sono il paléo siciliano (Vulpia sicula), la covetta dei prati (Cynosurus cristatus), la covetta occidentale (Cynosurus polibracteatus), i cappellini comuni (Agrostis stolonifera), l'erba fienarola (Poa pratensis), il loietto perenne (Lolium perenne), l'asfodelo mediterraneo (Asphodelus microcarpus), il finocchiaccio (Ferula communis), la firrastrina comune (Thapsia garganica), la felce aquilina (Pteridium aquilinum) e la carlina raggio d'oro (Carlina corymbosa). Lungo i corsi d'acqua si formano dei tappeti vegetali dominati dal ranunculo acquatico (Ranunculus aquatilis) mentre la vegetazione arborea è caratterizzata da fitte formazioni di roverelle (Quercus pubescens), querce congeste (Quercus congesta) e sughere (Quercus suber).
Tra gli anfibi ed i rettili sono presenti la testuggine palustre (Emys orbicularis), la testuggine greca (Testudo graeca), la tartaruga di terra (Testudo hermanni), la testuggine marginata (Testudo marginata), il discoglosso sardo (Discoglossus sardus) ed il tarantolino (Phyllodactylus europaeus). Tra gli uccelli migratori e nidificanti è possibile avvistare la pernice sarda (Alectoris barbara), l'occhione (Burhinus oedicnemus), l'albanella reale (Circus cyaneus), la ghiandaia marina (Coracias garrulus), il grillaio (Falco naumanni), il falco pellegrino (Falco peregrinus), la gru europea (Grus grus), l'averla piccola (Lanius collurio), il nibbio reale (Milvus milvus), il piviere dorato (Pluvialis apricaria), la magnanina sarda (Sylvia sarda) e la magnanina (Sylvia undata).
La pianura rappresenta uno degli habitat di riproduzione della gallina prataiola (Tetrax tetrax) e, per questo motivo, è stata inserita tra le aree della Sardegna comprese nel progetto Life Gallina Prataiola.

## Storia
Nell'area sono presenti numerosi siti archeologici; oltre a diversi nuraghi, vi si trovano alcuni recinti megalitici, dai quali sono stati asportati 8 betili in basalto attualmente conservati presso il museo archeologico di Bonorva. Storicamente il pianoro ha sempre rappresentato il confine fra il Capo di sopra ed il Capo di sotto e, conseguentemente, fra le province interessate (Sassari e Nuoro).
Anticamente, l'altopiano, era ricoperto da una fitta coltre boschiva, con alberi ad alto fusto, che fu devastata, a partire dall'unità d'Italia, al fine di ricavare traversine ferroviarie destinate in tutta Italia.
A breve distanza dalla pianura si trova la vallata di "Badde Salighes" (valle dei salici, in sardo), presso la quale è stata edificata Villa Piercy, residenza di Benjamin Piercy, che fu incaricato della progettazione e dello sviluppo della rete ferroviaria in Sardegna. L'altopiano è infatti attraversato dalla linea Cagliari-Golfo Aranci Marittima e dà il nome all'omonimo scalo merci, limitrofo alla Strada Statale 131, in passato attivo anche come stazione passeggeri ed a nord del quale è stata realizzata la più lunga galleria ferroviaria della Sardegna (7.019 metri), inaugurata nel 2001, che andò a sostituire il tracciato ottocentesco caratterizzato da un'elevata tortuosità.
In tempi recenti è stato oggetto di contestazione e di contenzioso fra enti pubblici il progetto di un impianto per la produzione di energia eolica, con interruzione dei lavori, a causa dell'abbattimento del doppio consentito di alberi secolari non autorizzato, situato in territorio amministrativo del comune di Bonorva.